# 奥斯汀·卡尔
奥斯汀·乔治·卡尔（英語：Austin George Carr，1948年3月10日—），美国NBA联盟前职业篮球运动员。他在1971年的NBA选秀中第1轮第1顺位被克里夫兰骑士选中。